# Ukanomitama
Uka-no-Mitama (宇迦之御魂神, Uka-no-Mitama-no-kami? or 倉稲魂命, Uka-no-Mitama-no-Mikoto) är en gud i klassisk japansk mytologi som associeras med mat och jordbruk, och som ibland identifieras med risguden Inari. 

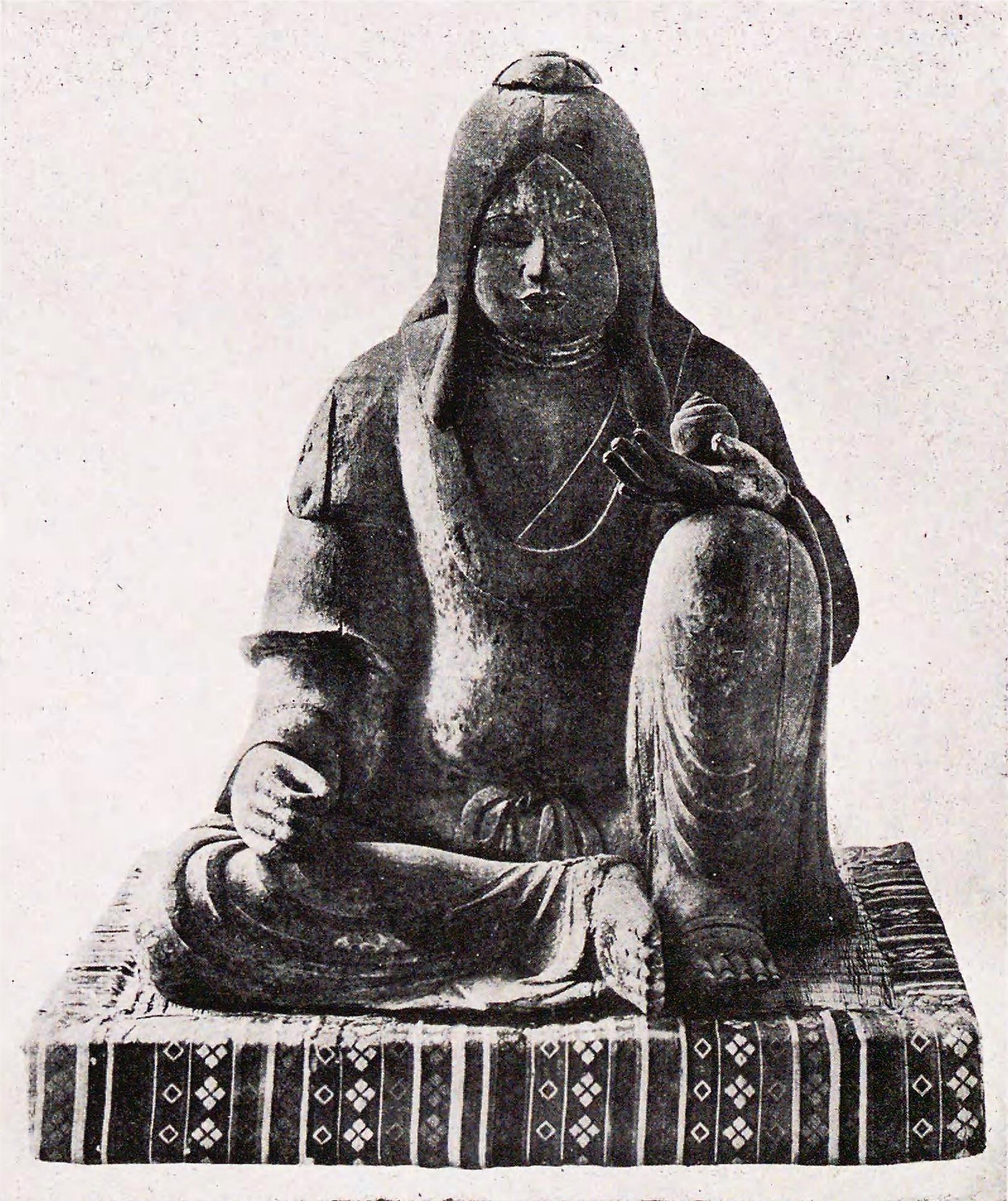
Avbildning av Ukanomitama från Heianperioden.

Han är son till Shinto-guden Susanoo och den kvinnliga gudomen, Kamu'ō-ichi-hime (神大市比売), och är även yngre bror till Toshigami (年神). Kamu'ō-ichi-hime är yngsta syster till Kushinadahime, vilka båda är döttrar till Ōyamatsumi (大山津見神). Ōyamatsumi (大山津見神) är halvbror till Susanoo. 
Uga-no-Mitama-no-kami översätts som "risets ande i förrådshusen." 